# Euthymia fasciata
Euthymia fasciata är en insektsart som först beskrevs av Walker, F. 1870.  Euthymia fasciata ingår i släktet Euthymia och familjen gräshoppor. Inga underarter finns listade i Catalogue of Life.